# Làng lụa Vạn Phúc
Làng lụa Hà Đông hay Làng lụa Vạn Phúc (nay thuộc phường Vạn Phúc, quận Hà Đông, cách trung tâm Hà Nội khoảng 10 km) là một làng nghề dệt lụa tơ tằm đẹp nổi tiếng có từ ngàn năm trước. Lụa Vạn Phúc có nhiều mẫu hoa văn và lâu đời bậc nhất Việt Nam. Lụa Hà Đông từng được chọn may trang phục cho triều đình.

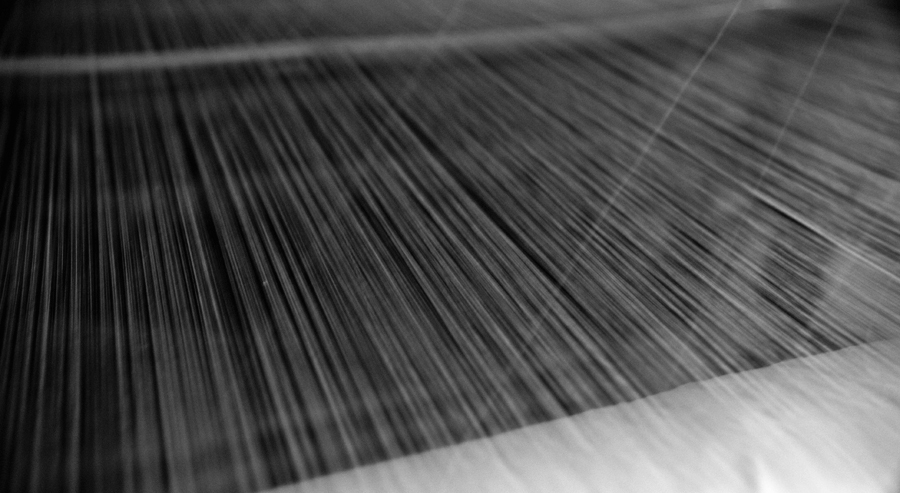
Khung dệt đã căng tơ.

Nằm bên bờ sông Nhuệ, làng lụa Vạn Phúc vẫn còn giữ được ít nhiều nét cổ kính quê ngày xưa như hình ảnh cây đa cổ thụ, giếng nước, sân đình, buổi chiều vẫn họp chợ dưới gốc đa trước đình. "Lụa Hà Đông" cũng như các sản phẩm thủ công truyền thống của các làng nghề Hà Nội, thường được nhắc đến trong thơ ca xưa. Trong nhiều gia đình, khung dệt cổ vẫn được giữ lại, xen lẫn với các khung dệt cơ khí hiện đại.

## Lịch sử

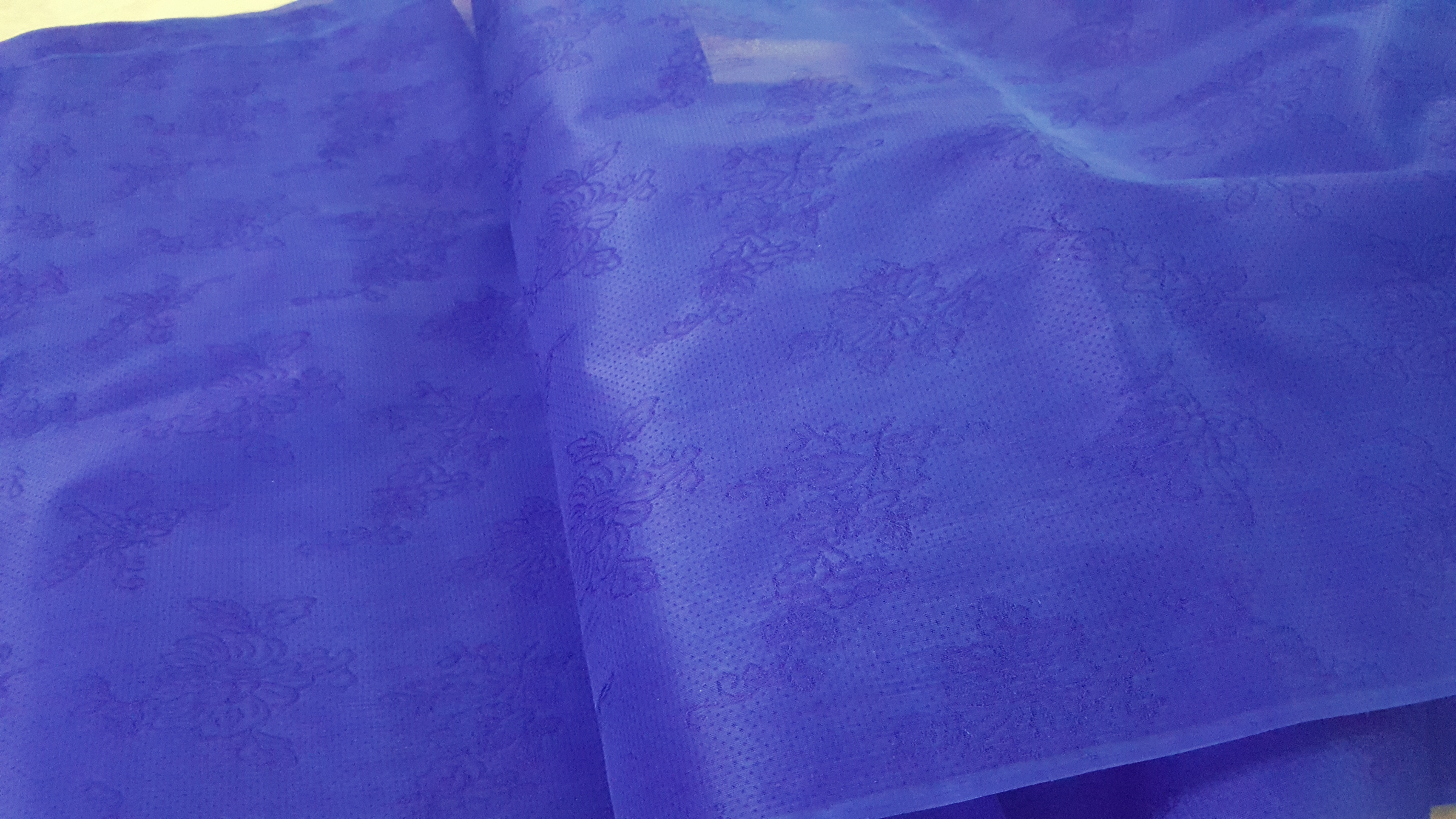
Quế hồng điệp Vạn Phúc

Làng Vạn Phúc vốn có tên Vạn Bảo, do kị húy nhà Nguyễn nên đã đổi thành Vạn Phúc. Lụa Vạn Phúc được giới thiệu lần đầu ra quốc tế tại các hội chợ Marseille (1931) và Paris (1932), được người Pháp đánh giá là loại sản phẩm tinh xảo của xứ Đông Pháp. Từ 1958 đến 1988, sản phẩm lụa Vạn Phúc hầu hết được xuất sang các nước Đông Âu; từ 1990 xuất khẩu ra nhiều quốc gia trên thế giới, thu ngoại tệ về cho Việt Nam.
Năm 2009, làng Vạn Phúc có khoảng 1000 khung dệt, sản xuất nhiều loại lụa cung cấp cho thị trường trong và ngoài nước, trong đó có các loại lụa cao cấp như lụa vân quế hồng diệp và lụa vân lưỡng long song phượng.
Năm 2010, để kỉ niệm Đại lễ 1000 năm Thăng Long – Hà Nội, nghệ nhân Nguyễn Hữu Chỉnh, Chủ tịch Hiệp hội làng nghề dệt lụa Vạn Phúc, đã thiết kế mẫu lụa Long Vân với hoa văn mang hình tượng lưỡng long chầu Khuê Văn Các được cách điệu trong hình ảnh hoa sen.
Trong nhiều cửa hàng lụa ở Hà Nội và cả ở làng Vạn Phúc, lụa Trung Quốc chất lượng kém hơn được trà trộn vào bán với danh nghĩa lụa Vạn Phúc, làm giảm uy tín của lụa Vạn Phúc.

## Đặc điểm
Mặt hàng dệt tơ lụa Vạn Phúc có nhiều loại: lụa, là, gấm, vóc, vân, the, lĩnh, bằng, quế, đoạn, sa, kỳ, cầu, đũi. Khổ vải thường là 90–97 cm.
Theo ca dao truyền miệng, nổi tiếng nhất trong các loại lụa Vạn Phúc có lẽ là lụa vân - loại lụa mà hoa văn nổi vân trên mặt lụa mượt.
The La, lĩnh Bưởi, chồi Phùng
Lụa vân Vạn Phúc, nhiễu vùng Mỗ bên.
Lụa vân nói riêng và lụa Vạn Phúc nói chung có đặc điểm ấm áp vào mùa đông và mát mẻ vào mùa hè. Hoa văn trang trí trên vải lụa rất đa dạng như mẫu Song Hạc, mẫu Thọ Đỉnh, mẫu Tứ Quý...

## Lụa Hà Đông trong văn hóa đại chúng
Bài hát Áo lụa Hà Đông thuộc thể loại Tình khúc 54-75 là một tác phẩm nổi tiếng của nhạc sĩ Ngô Thụy Miên phổ thơ Nguyên Sa. 
Bài thơ của Nguyên Sa có đoạn:
Nắng Sài Gòn anh đi mà chợt mát
Bởi vì em mặc áo lụa Hà Đông
Anh vẫn yêu màu áo ấy vô cùng
Thơ của anh vẫn còn nguyên lụa trắng
Năm 2006, bộ phim cùng tên của đạo diễn Lưu Huỳnh ra mắt, bộ phim này đạt được giải thưởng tại một số liên hoan phim danh tiếng của châu Á.

## Đình làng Vạn Phúc
Đình Vạn Phúc nằm ở giữa làng Vạn Phúc, là nơi thờ Thành Hoàng làng. Ả Lã Đê Nương Ngài là người "Sinh vị dân – Tử vị Quốc". Ngài được phong "Thượng đẳng thần" và thần hiệu là "Đương cảnh Thành Hoàng – Quốc vương thiên tử - Nga Hoàng đại vương" Theo Lịch sử truyền lại. Khi đất nước gặp ngoại xâm, các triều Lý – Trần – Lê về đây xin Ngài hiển linh phù trợ. Thành Hoàng được các triều vua ban tặng 11 sắc phong, tôn Thành Hoàng làng Vạn Phúc có công "Hộ nước – Giúp dân". Vào thời Lê Trung hưng, khi đánh đuổi nhà Mạc chạy lên Cao Bằng, vua Lê đóng đô ở Thăng Long (Khoảng những năm 1593) đã cấp tiền cho dân Vạn Phúc dựng đình để thờ Thành Hoàng làng. Rất có thể đó là vua Lê Kính Tông niên hiệu Hoằng Định (1601 - 1619).. Các cụ trong làng vẫn khẳng định Hậu cung có trước, sau mới dựng Phương Đình.Sau này nhiều khả năng do biến loạn thời cuộc hay hỏa hoạn, hoặc xuống cấp mà Phương đình được dựng mới trong thời gian vua Tự Đức (1878) trị vì. Hiện ở Phương đình có 1 dòng chữ ghi niên đại là Hoàng triều Tự Đức vạn vạn niên chi tam thập tuế thứ Đinh Sửu...nguyệt, cốc nhật... nghĩa là năm Tự Đức thứ 30 - 1878 dựng.